# Kuzniecznoje
Kuzniecznoje, fin. Kaarlahti – osiedle typu miejskiego w obwodzie leningradzkim w Rosji. Położone na północno-wschodniej części obwodu, w pobliżu jeziora Ładoga i granicy z Karelią.